# Gian Maria Volonté

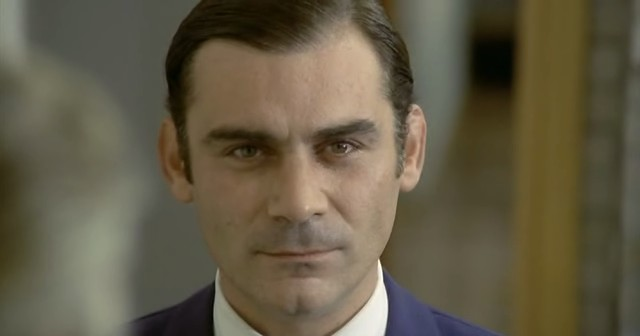
Gian Maria Volonté i Undersökning av en medborgare höjd över alla misstankar (1970).

Gian Maria Volonté, född 9 april 1933 i Milano, död 6 december 1994 i Florina i Grekland, var en italiensk skådespelare.

## Biografi
Volonté är utanför Italien mest ihågkommen för sina roller som Ramón Rojo och El Indio i Sergio Leones filmer För en handfull dollar (1964) och För några få dollar mer (1965). Volonté tog dessa roller för pengarnas skull och betraktade dem inte som särskilt märkvärdiga. Därefter spelade han under 60- och 70-talen i en rad filmer i både Italien och övriga Europa. Han spelade i såväl komedier som mer seriösa filmer och fick ett antal priser under åren. Han avled oväntat i en hjärtinfarkt under inspelningen av filmen Odysseus blick i Grekland och han efterträddes i sin roll av Erland Josephson.

## Utmärkelser
Asteroiden 4921 Volonté är uppkallad efter honom.

## Filmografi i urval
- 1961 – Flickan med kappsäcken
- 1961 – Ercole alla conquista di Atlantide
- 1962 – Neapel - ockuperad stad
- 1964 – För en handfull dollar
- 1965 – För några få dollar mer
- 1966 – L'armata Brancaleone
- 1967 – För några smutsiga dollar
- 1967 – Faccia a faccia
- 1967 – Jagad av maffian
- 1968 – Banditerna i Milano
- 1970 – Den röda cirkeln
- 1970 – Undersökning av en medborgare höjd över alla misstankar
- 1970 – Ingen mans land
- 1971 – De dödsdömda
- 1971 – Arbetarklassen kommer till paradiset
- 1972 – Fallet Mattei
- 1972 – Kör odjuret på ettan
- 1973 – Lucky Luciano
- 1973 – Giordano Bruno
- 1976 – Todo modo
- 1979 – Kristus stannade i Eboli
- 1979 – Ogro
- 1987 – Krönika om ett förebådat dödsfall
- 1990 – Öppna dörrar